# Černěves
Černěves település Csehországban, a Litoměřicei járásban. Černěves Vědomice, Kyškovice, Židovice, Roudnice nad Labem, Hrobce és Chodouny településekkel határos. Lakosainak száma 242 fő (2024. január 1.).

## Népesség
A település lakosságának változását az alábbi diagram mutatja:
| Lakosok száma | 267  | 307  | 359  | 244  | 234  | 212  | 219  | 220  | 228  | 242  |
|               | 1869 | 1890 | 1921 | 1950 | 1980 | 2001 | 2017 | 2019 | 2022 | 2024 |